# Alfredo Baccelli
Alfredo Baccelli (Roma, 10 settembre 1863 – Roma, 12 settembre 1955) è stato uno scrittore e politico italiano.

## Biografia
Figlio di Guido, fu Ministro delle poste e dei telegrafi del Governo Sonnino I, presentando un disegno di legge sulla regolamentazione delle convenzioni marittime.
Fece parte della Massoneria.
Iscritto al Partito Nazionale Fascista fu poi senatore del Regno d'Italia nella XXVI legislatura.

## Opere
- Uomini e cose del mio tempo, Istituto per l'Enciclopedia De Carlo, Roma 1942, pp. 226